# Славік Галстян
Славік Галстян (амх. Սլավիկ Գալստյան; нар. 21 грудня 1996) — вірменський борець греко-римського стилю, бронзовий призер чемпіонату світу, бронзовий призер чемпіонату Європи, бронзовий призер Кубку світу.

## Життєпис
Боротьбою почав займатися з 2004 року. У 2013 році став бронзовим призером чемпіонату світу серед кадетів. Того ж року здобув срібну медаль чемпіонату Європи серед кадетів. У 2014 став бронзовим призером чемпіонату світу серед юніорів. У 2018 році здобув бронзову нагороду чемпіонату Європи серед молоді, а у 2019 на цьому ж турнірі став віце-чемпіоном Європи.
Виступає за спортивний клуб «Ашратанк» Єреван. Тренер — Мартін Алехянян.

## Спортивні результати на міжнародних змаганнях

### Виступи на Олімпіадах
| Змагання                    | Збірна   | Вагова категорія                 | Місце |
| --------------------------- | -------- | -------------------------------- | ----- |
| Літні Олімпійські ігри 2024 | Вірменія | греко-римська боротьба, до 67 кг | 5     |

### Виступи на Чемпіонатах світу
| Змагання                        | Збірна   | Вагова категорія                 | Місце  |
| ------------------------------- | -------- | -------------------------------- | ------ |
| Чемпіонат світу з боротьби 2018 | Вірменія | греко-римська боротьба, до 63 кг | 8      |
| Чемпіонат світу з боротьби 2019 | Вірменія | греко-римська боротьба, до 63 кг | Бронза |
| Чемпіонат світу з боротьби 2021 | Вірменія | греко-римська боротьба, до 67 кг | 14     |
| Чемпіонат світу з боротьби 2022 | Вірменія | греко-римська боротьба, до 67 кг | 17     |
| Чемпіонат світу з боротьби 2023 | Вірменія | греко-римська боротьба, до 67 кг | 5      |

### Виступи на Чемпіонатах Європи
| Змагання                         | Збірна   | Вагова категорія                 | Місце  |
| -------------------------------- | -------- | -------------------------------- | ------ |
| Чемпіонат Європи з боротьби 2018 | Вірменія | греко-римська боротьба, до 63 кг | 7      |
| Чемпіонат Європи з боротьби 2019 | Вірменія | греко-римська боротьба, до 63 кг | 5      |
| Чемпіонат Європи з боротьби 2021 | Вірменія | греко-римська боротьба, до 67 кг | Бронза |
| Чемпіонат Європи з боротьби 2022 | Вірменія | греко-римська боротьба, до 67 кг | Бронза |
| Чемпіонат Європи з боротьби 2023 | Вірменія | греко-римська боротьба, до 67 кг | 14     |
| Чемпіонат Європи з боротьби 2024 | Вірменія | греко-римська боротьба, до 67 кг | 5      |

### Виступи на Кубках світу
| Змагання                    | Збірна   | Вагова категорія                 | Місце  |
| --------------------------- | -------- | -------------------------------- | ------ |
| Кубок світу з боротьби 2020 | Вірменія | греко-римська боротьба, до 67 кг | Бронза |

### Виступи на інших змаганнях
| Змагання                                                       | Збірна   | Вагова категорія                 | Місце  |
| -------------------------------------------------------------- | -------- | -------------------------------- | ------ |
| Клубний чемпіонат світу з боротьби 2017                        | Вірменія | команда                          | 7      |
| Київський Міжнародний турнір з боротьби 2018                   | Вірменія | греко-римська боротьба, до 63 кг | Бронза |
| Кубок Владислава Пітласинські 2018                             | Вірменія | греко-римська боротьба, до 63 кг | Золото |
| Київський Міжнародний турнір з боротьби 2021                   | Вірменія | греко-римська боротьба, до 67 кг | 7      |
| Олімпійський кваліфікаційний турнір з боротьби 2020 (Будапешт) | Вірменія | греко-римська боротьба, до 67 кг | 5      |
| Кубок Владислава Пітласинські 2022                             | Вірменія | греко-римська боротьба, до 67 кг | Золото |
| Турнір Дана Колова — Николи Петрова 2023                       | Вірменія | греко-римська боротьба, до 67 кг | Золото |

### Виступи на змаганнях молодших вікових груп
| Змагання                                       | Збірна   | Вагова категорія                 | Місце  |
| ---------------------------------------------- | -------- | -------------------------------- | ------ |
| Чемпіонат Європи з боротьби серед кадетів 2013 | Вірменія | греко-римська боротьба, до 42 кг | Срібло |
| Чемпіонат світу з боротьби серед кадетів 2013  | Вірменія | греко-римська боротьба, до 42 кг | Бронза |
| Чемпіонат світу з боротьби серед юніорів 2014  | Вірменія | греко-римська боротьба, до 50 кг | Бронза |
| Чемпіонат Європи з боротьби серед юніорів 2015 | Вірменія | греко-римська боротьба, до 55 кг | 5      |
| Чемпіонат світу з боротьби серед юніорів 2015  | Вірменія | греко-римська боротьба, до 55 кг | 5      |
| Чемпіонат Європи з боротьби серед молоді 2018  | Вірменія | греко-римська боротьба, до 63 кг | Бронза |
| Чемпіонат світу з боротьби серед молоді 2018   | Вірменія | греко-римська боротьба, до 63 кг | 7      |
| Чемпіонат Європи з боротьби серед молоді 2019  | Вірменія | греко-римська боротьба, до 63 кг | Срібло |
| Чемпіонат світу з боротьби серед молоді 2019   | Вірменія | греко-римська боротьба, до 63 кг | 9      |